# Código de cola

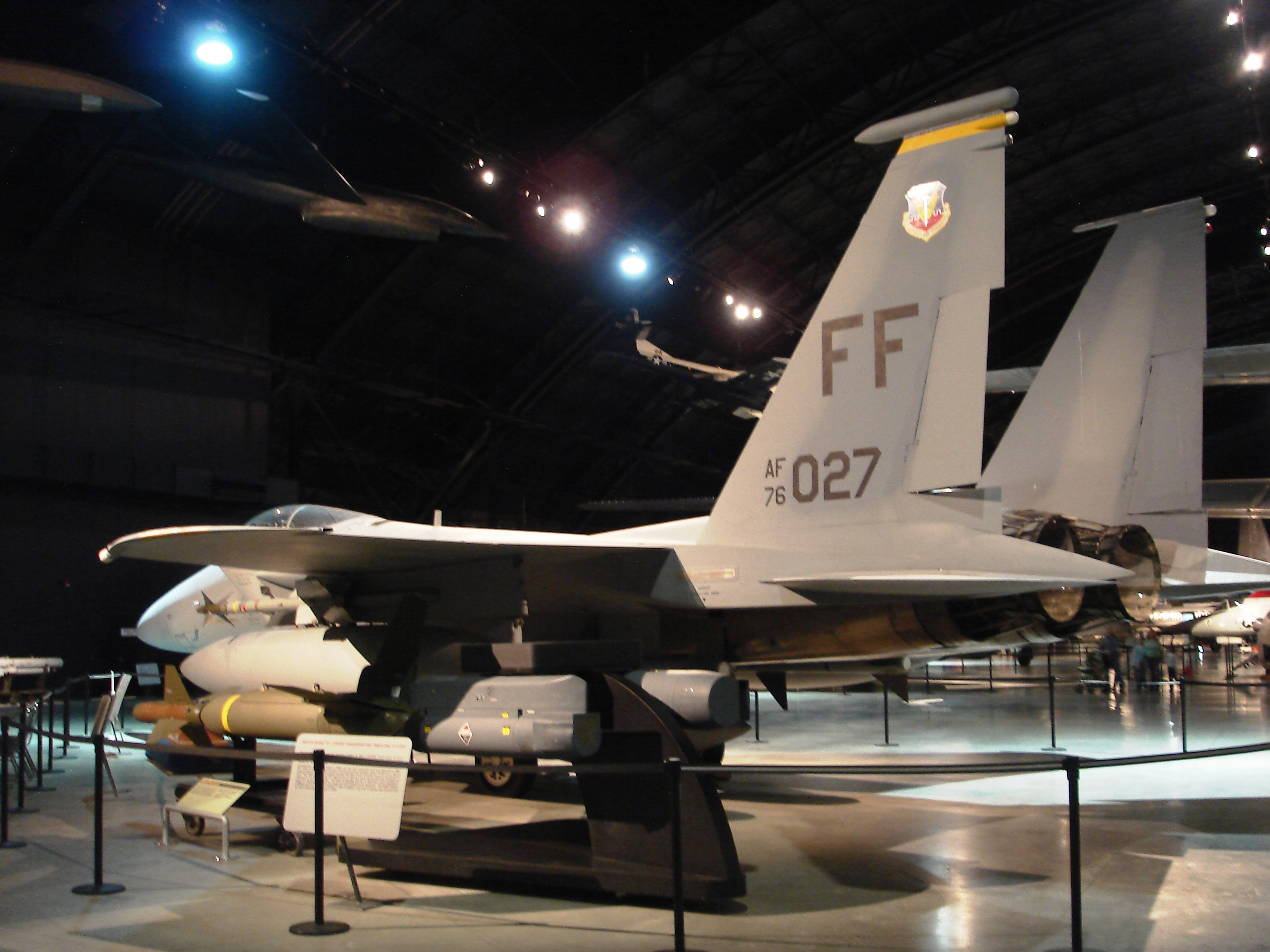
Código de cola de la Primera Ala de Cazas de la Fuerza Aérea de Estados Unidos mostrada en un F-15 Eagle.

Los códigos de cola son las marcas de identificación encontradas usualmente en el estabilizador vertical de las aeronaves  militares estadounidenses que ayudan a identificar la unidad y/o base a la que pertenece la aeronave y ocasionalmente alguna otra información que no es única. Este código no es lo mismo que el  número de serie, número federal o  matrícula que proporcionan una forma de identificar en forma única a una aeronave.

## Fuerza Aérea de Estados Unidos
La Fuerza Aérea de Estados Unidos usa múltiples códigos para sus aeronaves. Desde el año 1993, todos los aparatos de la Fuerza Aérea de Estados Unidos, incluyendo la  Reserva de la Fuerza Aérea y la Guardia Aérea Nacional (en inglés: Air National Guard, ANG), utilizan este sistema. Dos grandes letras identifican la base a la que pertenecen, o en algunas organizaciones, un legado histórico, tales como FF ("Fighting First", en castellano: Primeros en Combatir) para la 1.ª Ala de Cazas o WP ("Wolf Pack", en castellano: Manada de Lobos) para la 8.ª Ala de Cazas. Usualmente las unidades de la Guardia Aérea Nacional usan las  abreviaciones de dos letras del nombre del estado como código de cola, aunque existen excepciones, tales como la 110a Ala de Transporte Aéreo que isa BC ("Battle Creek", en castellano: Batalla del Arroyo) en vez de MI que se usa para las otras unidades de la Guardia Aérea Nacional de Míchigan. Adicionalmente los aviones individuales son identificados por tres pequeños números que son los últimos tres dígitos del número de serie del fuselaje de la aeronave, usualmente precedidos por dos dígitos más pequeños que indican el año fiscal en que el avión fue ordenado.
Todos las aeronaves de todos los tipos asignadas a una unidad, o en el caso de las unidades de la Guardia Aérea Nacional, todo el estado, usan un código común. En algunos casos, tales como las instalaciones de la Fuerza Aérea en Alaska (AK) y Hawái (HH), todos los aviones de todos los componentes comparten un código común. Normalmente, las unidades de diferentes comandos localizados en la misma base usan diferentes códigos. Por ejemplo, la 509a Ala de Bombarderos en la  Whiteman AFB, Misuri, usa el código WM mientras que la 442a Ala de Cazas de la Reserva de la Fuerza Aérea en la misma base usa el código KC ("Kansas City", en castellano: Ciudad de Kansas).

### Marcas del Comando de Movilidad Aérea
Los aviones pertenecientes al  Comando de Movilidad Aérea (en inglés: Air Mobility Command, AMC) no usan códigos de identificación de dos letras, sino que usan el nombre de la base escrito al interior de una franja de color en el plano de cola, cosa que se conoce como tail flash. Los aparatos del AMC también usan un estándar diferente para identificar el número de serie del avión. Estos usan un número de 5 cinco dígitos todos con el mismo tamaño. En la mayor parte de los casos, el primer dígito representa el último dígito del año fiscal y los dígitos restantes muestran el número de secuencia de 4 dígitos. En los casos donde se han ordenado más de 10.000 aviones en un solo año (por ejemplo el año 1964), se usa el número de secuencia de 5 dígitos completo, sin la identificación del año fiscal.

## Armada de Estados Unidos
Los códigos de cola de la  Armada de Estados Unidos son usados para organizar a los aviones en las  alas aéreas embarcadas, las unidades de apoyo no desplegadas en portaaviones o no desplegadas en ultramar, y los comandos de entrenamiento. En los códigos de cola usados en las alas aéreas embarcadas la primera letra indica en que flota se encuentra desplegada el ala aérea: A para la  Flota del Atlántico y N para la  Flota del Pacífico Los códigos de cola en esta categoría están organizados como sigue:
- CVW-1: AB
- CVW-2: NE
- CVW-3: AC
- CVW-5: NF
- CVW-7: AG
- CVW-8: AJ
- CVW-9: NG
- CVW-11: NH
- CVW-14: NK
- CVW-17: AA

Hay pequeñas excepciones a esta regla, ya que los  escuadrones de reemplazos para la flota para las aeronaves basadas en portaaviones usan el estilo de las alas aéreas embarcadas para sus códigos de cola, mostrando en que lado del país se encuentran basadas donde AD indica una unidad basada en la costa oriental de Estados Unidos y NJ una basada en la costa occidental de Estados Unidos. También el Ala de Apoyo Táctico de la Reserva Naval de Estados Unidos (la ex Ala Aérea Embarcada de Reserva 20) usa el código de cola AF.
Los aviones del Comando de Entrenamiento, usados para evaluar a los posibles  aviadores navales y  oficiales de vuelo navales, usan un código de cola de una sola letra, la que indica el ala de entrenamiento de origen del avión y de esa misma forma su base.
- TW-1 NAS Meridian, MS: A
- TW-2 NAS Kingsville, TX: B
- TW-4 NAS Corpus Christi, TX: G
- TW-5 NAS Whiting Field, FL: E
- TW-6 NAS Pensacola, FL: F

Los aviones que no se encuentran asignados a alguna de las categorías anteriores usan cualquiera código de una variedad de códigos de cola que son asignados de acuerdo a la unidad específica y al rol, base u otro criterio, de esa unidad.

## Cuerpo de Marines de los Estados Unidos
Los códigos de cola del Cuerpo de Marines de los Estados Unidos tienden a ser los mismos durante toda la vida del escuadrón no importando donde se encuentre basado. Sin embargo, como los aviones de la Armada de Estados Unidos, aviones del Cuerpo de Infantería de Marina han sido asignados especialmente a un grupo de portaaviones y sus códigos de cola han sido cambiados durante la duración de aquellas asignaciones.